# Costantino Nivola

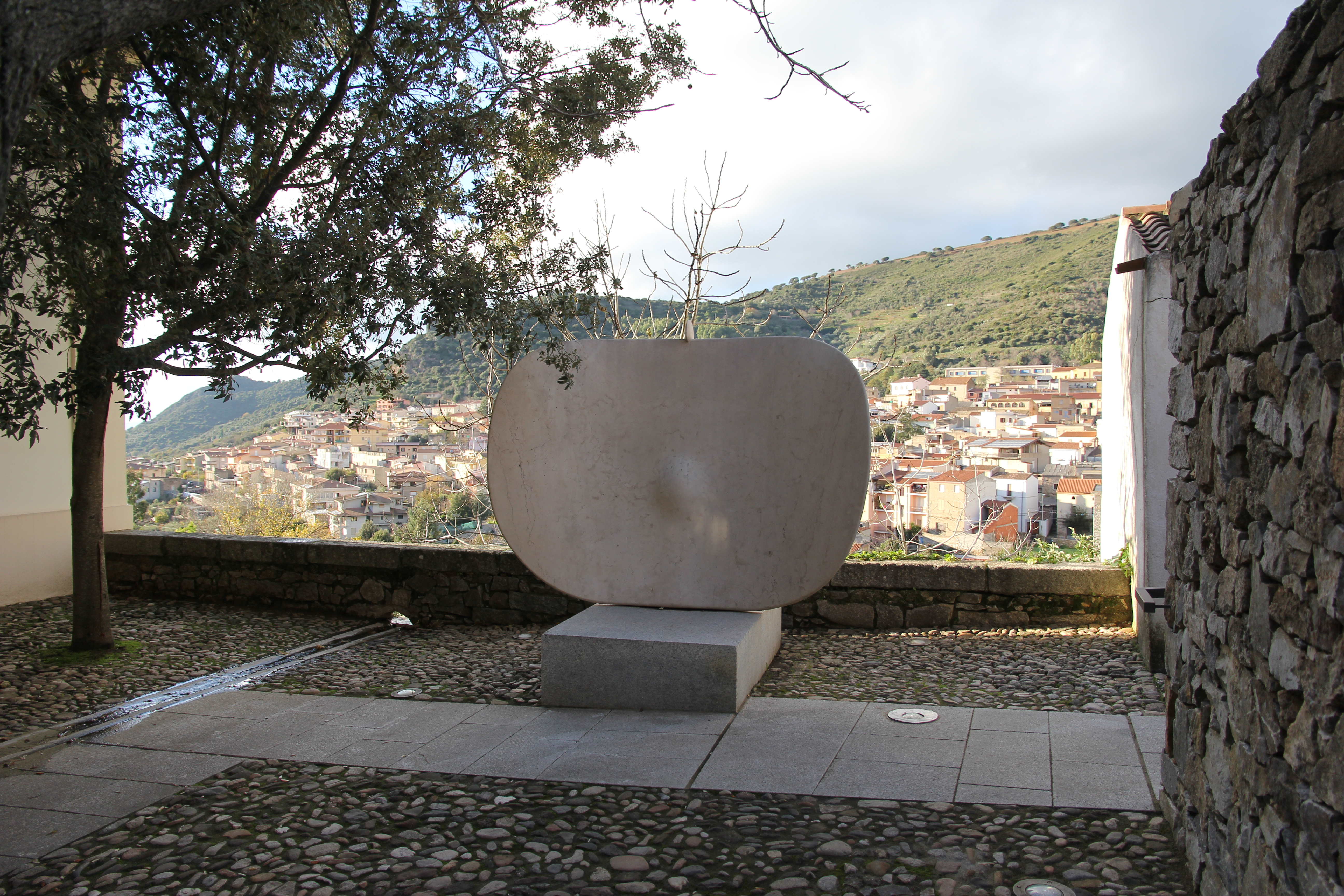
Orani. Museo Costantino Nivola. Foto: Gianni Careddu

Costantino Nivola (también conocido como Antine Nivola en Cerdeña, o Tino Nivola, en Estados Unidos)  (Orani, Cerdeña, Italia, 5 de julio de 1911 – Long Island, Estados Unidos, 6 de mayo de 1988) fue un escultor y muralista italiano, diseñador y docente.
Nivola ya había comenzado su carrera cuando huyó del fascismo a París en 1938, y se trasladó a Estados Unidos en 1939. Su principal obra escultórica consiste en relieves arquitectónicos abstractos a gran escala en hormigón, realizados a través de su propio proceso de moldeado en arena y tallado en cemento. Fueron situados dentro y en el exterior de edificios estadounidenses entre finales de los años cincuenta y principios de los setenta.  Nivola también enseñó en la Escuela de Graduados en Diseño de Harvard, la Universidad de Columbia, UC Berkeley y otros lugares, sin abandonar su actividad en Italia. 

## Biografía
Nivola nació y creció pobre. De adolescente trabajó como aprendiz de cantero. En Sassari, en 1926, Nivola sirvió como aprendiz del también pintor Mario Delitala, realizando frescos para el aula magna de la universidad local . 
En 1931 Nivola se matriculó en el ISIA (Istituto Superiore per le Industrie Artistiche, Instituto Estatal de Artes Industriales) de Monza . A través de uno de sus maestros, el arquitecto Giuseppe Pagano, presentó trabajos en la VI Trienal de Milán de 1936 y al Pabellón de Italia en la Exposición de París de 1937. Esto llamó la atención de Adriano Olivetti, quien lo nombró director artístico del Departamento de Publicidad de su empresa, Olivetti, para la que Nivola "hizo una contribución significativa: el "estilo Olivetti ". 

## Estados Unidos
Nivola se casó con su compañera de estudios de ISIA Ruth Guggenheim en 1938 y se fueron juntos a los Estados Unidos en 1939, a través de París. Se establecieron en una casa en Greenwich Village (primero en Waverly Place, luego en el número 47 de West Eighth Street)  para construir un círculo social y una carrera, a pesar de no hablar inglés.
Nivola reanudó una estrecha amistad con el artista Saul Steinberg de Milán, asistió a reuniones de la antifascista Sociedad Italiano-Americana Mazzini en 1941 y, en la década de 1940, Nivola presidió una reunión semanal de artistas en el restaurante Del Pezzo,  descrito como comparable a la Mesa Redonda Algonquin. Una amistad clave fue Le Corbusier, a quien fue presentado en 1945 por Josep Lluís Sert. Nivola se hizo amigo de por vida del arquitecto suizo, que fue su invitado en los raros viajes de Le Corbusier a América. 
Apoyados por pequeñas exposiciones y una serie de trabajos en fábricas para Bonwit Teller y para revistas de arquitectura, los Nivola compraron una modesta propiedad en Springs, East Hampton, Long Island, de 35 acres. El paisaje de su jardín, una serie de habitaciones al aire libre y un solárium sin cubrir, fueron codiseñados por los Nivola y el arquitecto Bernard Rudofsky ; en 1950, Le Corbusier pintó impulsivamente murales en dos paredes de su cocina. En la playa cercana, mientras jugaba con sus hijos, Nivola desarrolló el comienzo de su particular técnica de moldeado de hormigón en arena: esculpía sobre arena húmeda y luego vertía una mezcla de yeso u hormigón en el molde.
En 1951, Nivola fue uno de los artistas recogidos en la renombrada  9Th Street Art Exhibition organizada por Leo Castelli.
Nuevamente Olivetti le encargó un trabajo importante: una pared interior de su elegante sala de exposiciones de la Quinta Avenida en 1953. Nivola lo ejecutó con una versión refinada y ampliada del proceso de la playa, con una secuencia de paneles. La atención y publicidad resultantes iniciaron una carrera de éxioto en trabajos arquitectónicos a gran escala que duró décadas. El proyecto, que incluía dos mil diez paneles de hormigón moldeado para el Centro de Exposiciones McCormick Place de Chicago en 1959, fue considerado como la instalación de este tipo más grande jamás realizada.
En 1954, Nivola fue nombrado director del Taller de Diseño de la Escuela de Graduados en Diseño de Harvard, donde permaneció hasta 1957. También fue profesor invitado o artista residente en las Universidades de Columbia (1961), Harvard (1970 y 1973), Dartmouth (1978), UC Berkeley (1978–79 y 1982) y también en Europa, en La Haya, en la Real Academia de Arte (1982). El Instituto Americano de Artes Gráficas le otorgó su Certificado de Excelencia. En 1972, la Academia Estadounidense de Artes y Letras admitió a Nivola como su primer miembro no estadounidense.
Nivola murió de un ataque al corazón en el Hospital de Southampton, Long Island. Fue padre de la autora de libros infantiles Claire Nivola y abuelo del actor Alessandro Nivola.  En 1995 se inauguró en su ciudad natal una fundación y un museo dedicados a la obra de Nivola, en un edificio parcialmente diseñado por el arquitecto Peter Chermayeff. Alberga la mayor colección de su obra de pequeño formato.

## Obra
La ciudad sarda de Ulassai decidió, a principios de los años 1980, rehabilitar un abandonado edificio de lavandería municipal, datado en 1903. Se convirtió en un museo contemporáneo al aire libre con varios artistas representados  – Maria Lai, Luigi Veronesi, Guido Strazza . La contribución de Nivola, una fuente sonora escultórica, finalizada en 1987,  fue su trabajo final.
La obra pública de Nivola incluye:

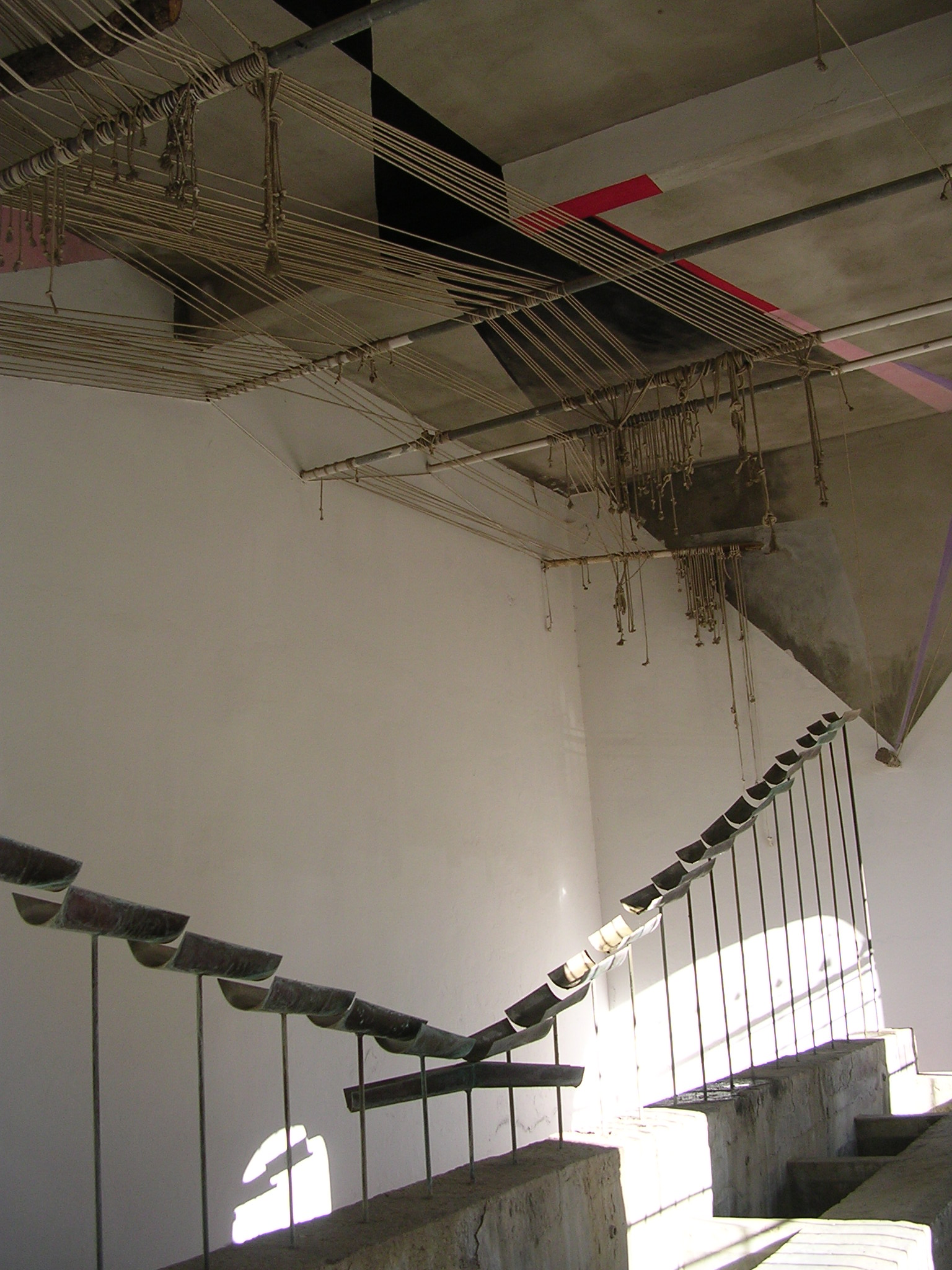
fuente de sonido, edificio de lavandería municipal de Ulassai

- Mural exterior esgrafiado, Casa Gagarin I, Litchfield, Connecticut, con el arquitecto Marcel Breuer, 1952
- Muro interior en relieve moldeado en arena, sala de exposición de Olivetti, Quinta Avenida, Nueva York, con los arquitectos BBPR, 1953 (demolido)
- Panel exterior de la escuela secundaria William E. Grady CTE, Brooklyn, Nueva York, 1957
- Sin título, un mural interior de hormigón moldeado de 132 paneles en la antigua Mutual Insurance Company of Hartford (más tarde Covenant Mutual Insurance Company), 95 Woodland Street, Hartford, Connecticut, con Sherwood, Mills &amp; Smith, arquitectos, 1957
- Más de 2000 paneles de hormigón fundido para el exterior del McCormick Place Exposition Center, Chicago, para Shaw, Metz & Associates, 1959 (destruido en 1967)
- Sin título, un muro exterior abstracto de hormigón moldeado para Mutual Insurance Company de Hartford, con Sherwood, Mills &amp; Smith, arquitectos, 1960
- 18 caballos de piedra fundida policromada y un mural esgrafiado de 80 pies, para el área de juegos del desarrollo de viviendas Stephen Wise Towers, con el arquitecto Richard G. Stein para la Autoridad de Vivienda de la ciudad de Nueva York, 1964 [14]
- 20 paneles de hormigón para el Connecticut Post Building, Bridgeport, Connecticut, 1966
- monumento al poeta Sebastiano Satta, Nuoro, Cerdeña, 1966
- Family of Man, dos bajorrelieves abstractos de hormigón fundido con formas que sugieren agrupaciones familiares, entrada a la Biblioteca Van Pelt, Universidad de Pensilvania, arquitectos Harbeson, Hough, Livingston &amp; Larson . Edificio, 1962; escultura, 1969
- Dedicado al secretario estadounidense, 14 paneles abstractos de hormigón armado con acero fundido en arena en el vestíbulo, con una figura independiente en el patio, Continental Bank, 400 Market Street, Filadelfia, Pensilvania, 1970
- 33 paneles esculpidos sobre el tema de la historia de las comunicaciones, Janesville Gazette Building, Janesville, Wisconsin, 1970 [15]
- obra en el Palazzo del Consiglio Regionale (Casa del Consejo Regional), Cagliari, con el arquitecto Mario Fiorentino, 1987